# Dory Fishing Fleet

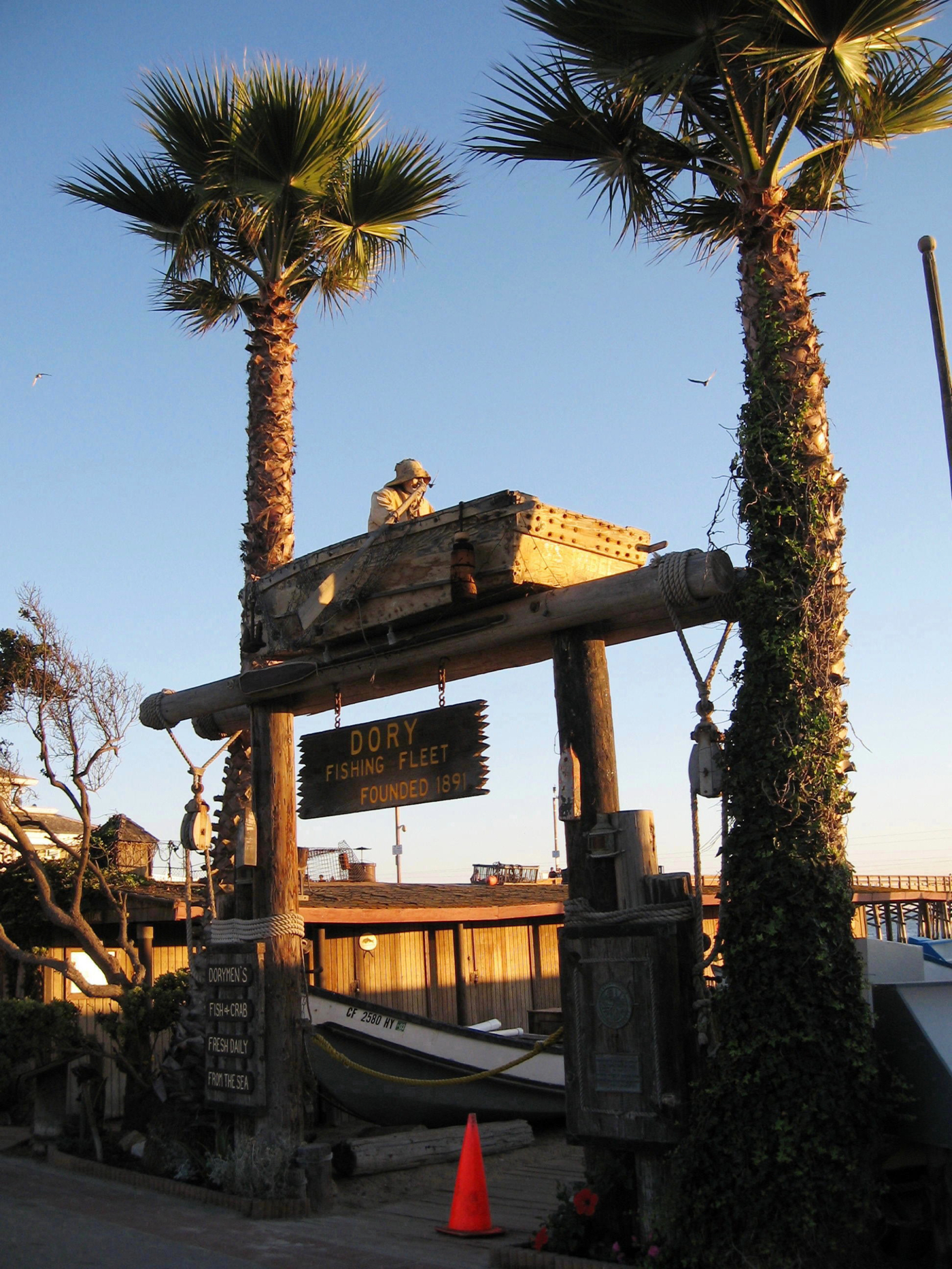
Eingang zum Fischmarkt

Die Dory Fishing Fleet ist eine Fischereiflotte in Newport Beach im US-Bundesstaat Kalifornien. Die 1891 gegründete Flotte liegt nicht im Hafen vor Anker, sondern befindet sich direkt am Strand des Pazifischen Ozeans zu Füßen des Newport Piers. Die Fischer bieten ihre Fänge in einem rustikalen Holzverschlag am Oceanfront Boulevard an. 

## Geschichte
Die Dory Fishing Fleet wurde 1891 gegründet. Zu diesem Zeitpunkt umfasste sie eine Anzahl von rund 20 Booten. Die Newport Beach Historical Society nahm den dazugehörigen Fischmarkt 1969 als Local Landmark auf. Ein zu Schonungszwecken verhängtes Fischfangverbot ließ die Flotte 2002 um etwa die Hälfte schrumpfen. Die Stadt setzte sich daraufhin beim Bundesstaat Kalifornien erfolgreich für ihre Weiterexistenz ein.
Heute ist die Fischereiflotte die einzige verbleibende ihrer Art in den Vereinigten Staaten. Sie besteht aus kleinen offenen Dory-Booten von fünf bis sechs Metern Länge. Jeden Morgen ab 7 Uhr wird der frische gefangene Fisch an Land gebracht und in den Buden zum Verkauf angeboten.